# Phycosoma japonicum
Phycosoma japonicum är en spindelart som först beskrevs av Yoshida 1985.  Phycosoma japonicum ingår i släktet Phycosoma och familjen klotspindlar. Inga underarter finns listade i Catalogue of Life.